# Chiesa di Santa Barbara (Sover)
La chiesa di Santa Barbara è la parrocchiale di Piscine, frazione di Sover, in val di Cembra, Trentino. Rientra nella zona pastorale di Mezzolombardo dell'arcidiocesi di Trento e risale al XVII secolo.

## Storia

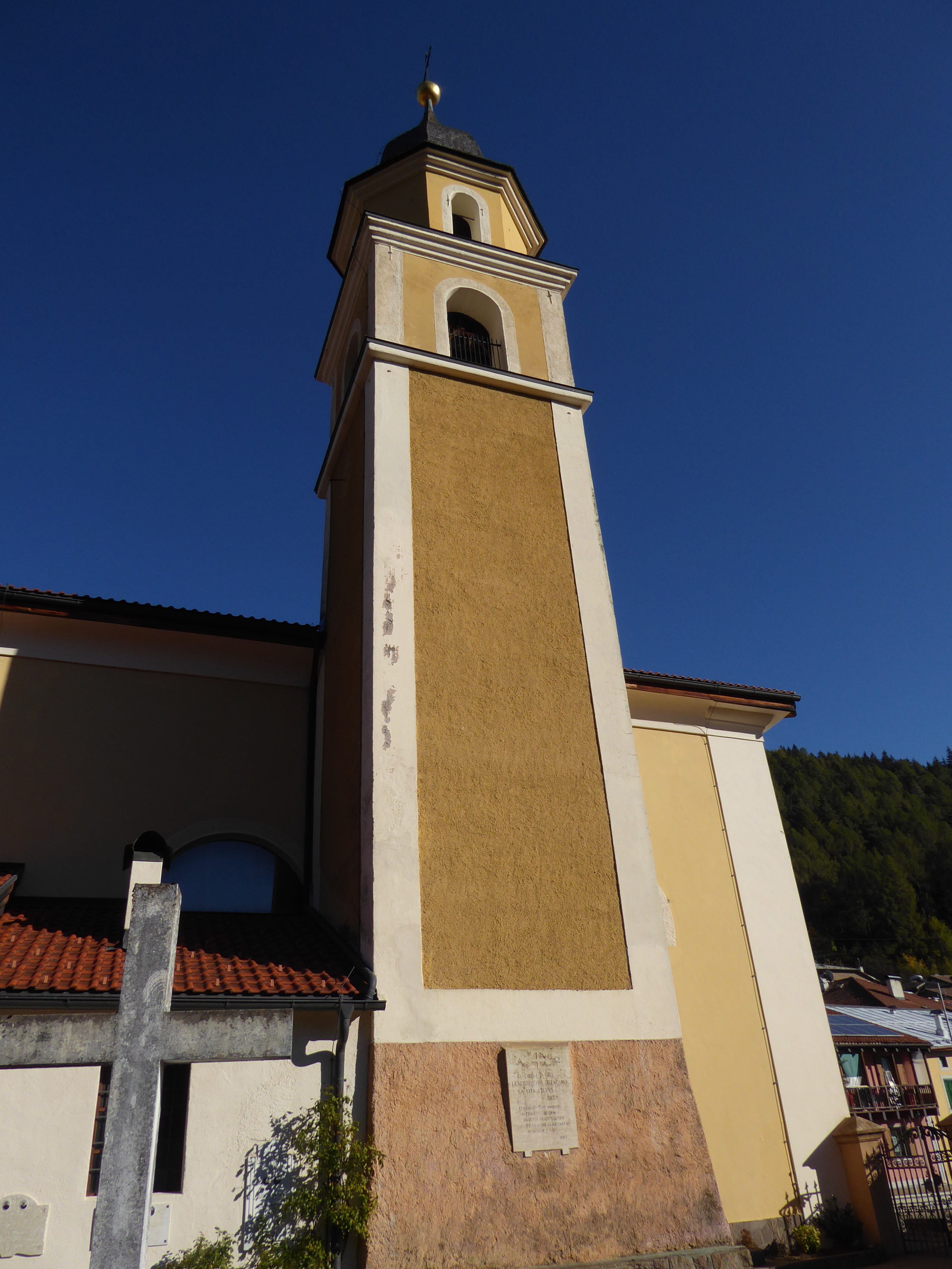
Torre campanaria

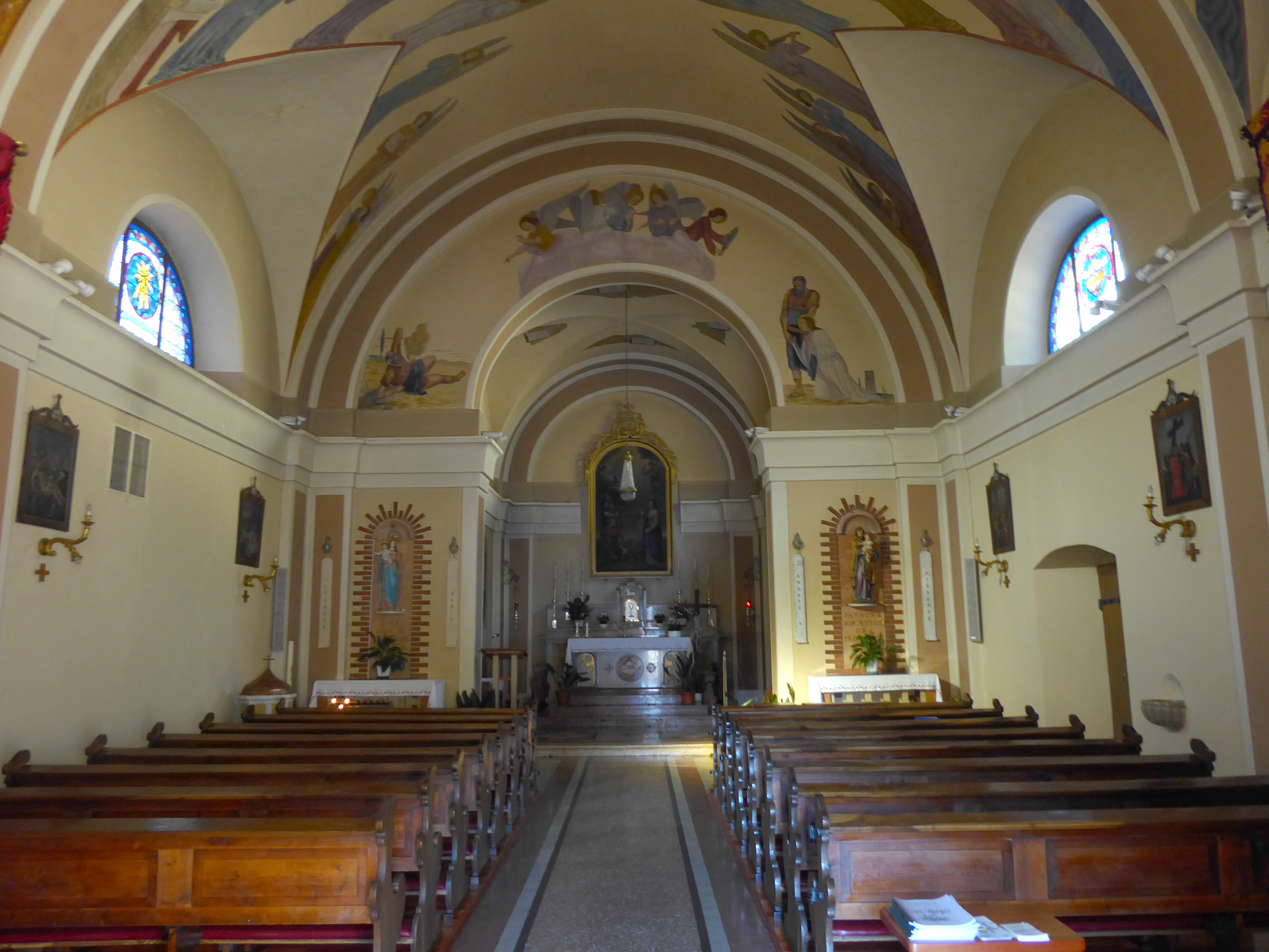
Interno con abside

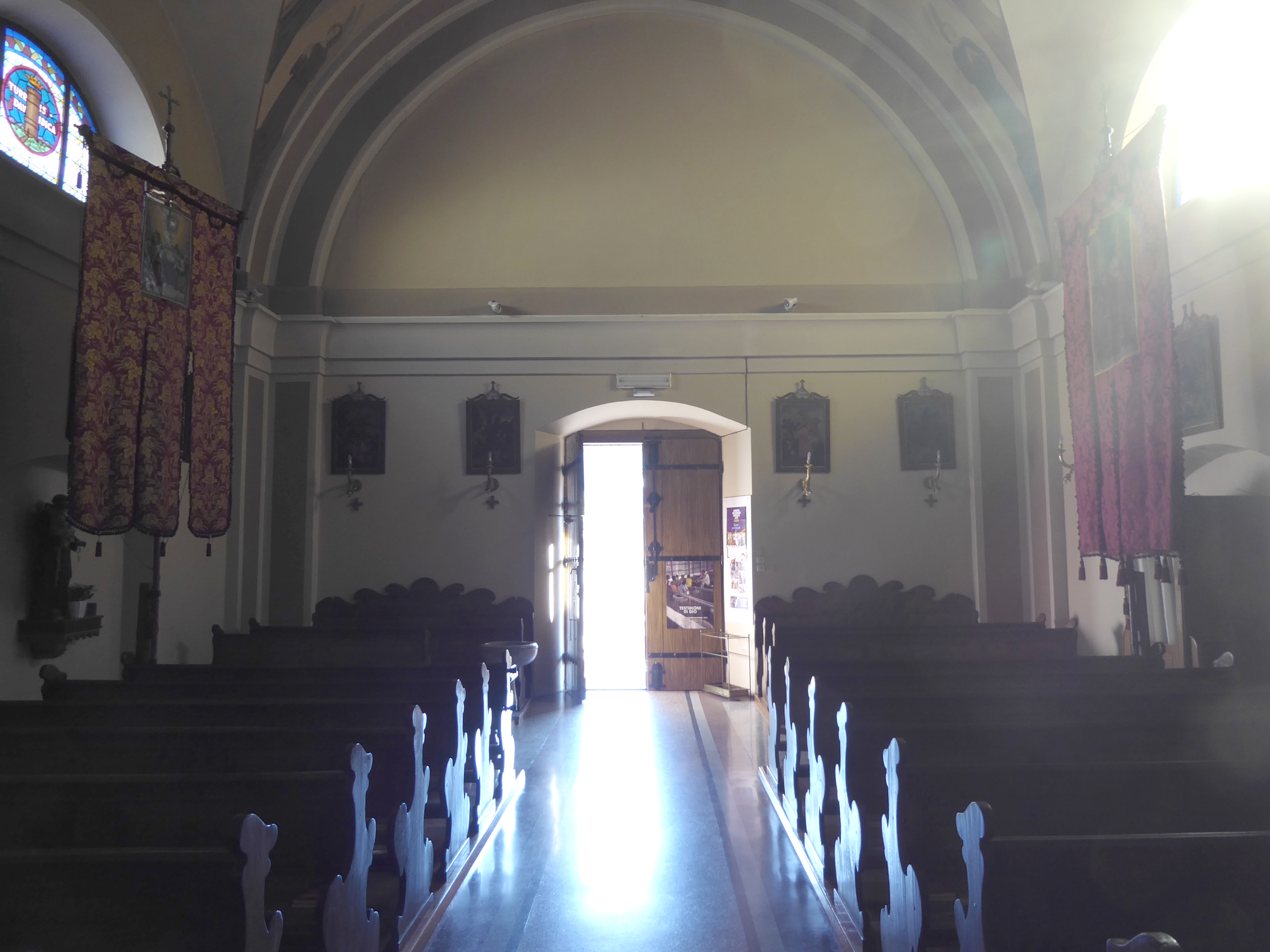
Interno con controfacciata e ingresso principale

Il primo luogo di culto nella frazione di Piscine, vicino a Sover, fu un'edicola posta accanto alla fontana della piazza principale. Questa piccola costruzione venne abbattuta alla fine del XVII secolo e al suo posto si costruì  una piccola cappella intitolata inizialmente alla Beata Vergine Maria delle Grazie e in seguito a santa Barbara. Nel 1815 ottenne venne elevata alla digmità curaziale, ed ebbe autonomia rispetto alla chiesa di San Lorenzo a Sover.
A partire dalla metà del XIX secolo la cappella venne considerata ormai non più rispondente alle necessità dei fedeli e fu eretta una nuova chiesa, sempre con dedicazione a santa Barbara e scegliendo una posizione più elevata. Ultimata la sua costruzione venne benedetta dall'allora arciprete di Cembra, Giovanni Franchetti. In seguito accanto alla chiesa venne allestito il cimitero della comunità e il primitivo luogo di culto fu sconsacrato, venduto e trasformato in abitazione privata. La nuova chiesa venne consacrata nel 1878 dall'ausiliare del vescovo di Trento. La torre campanaria in muratura, a sostituzione della precedente in legno, fu eretta tra il 1887 ed il 1890.
Nel periodo che precedette il primo conflitto mondiale la chiesa fu oggetto di numerosi interventi che comportarono un restauro complessivo, la tinteggiatura, l'ampliamento della sagrestia e la costruzione di una piccola cappella nel cimitero. Nel primo dopoguerra la copertura del tetto subì alcuni danni a causa del maltempo e venne sistemata con lastre di porfido. L'intero edificio fu oggetto di un nuovo restauro. 
Nella seconda metà del XX secolo vi fu una nuova tinteggiatura che riguardò sia la chiesa sia la torre campanaria, l'ingresso venne dotato di una nuova tettoia sospesa, fu sistemato il sagrato e venne ridipinta l'affresco presente sulla facciata. Nel 1961 fu elevata a dignità di chiesa parrocchiale. Seguirono poi numerosi altri interventi, come il rivestimento dell'aula presbiteriale, l'installazione di un orologio sul campanile, la tinteggiatura, la sistemazione del pavimento della sala ed altri lavori.

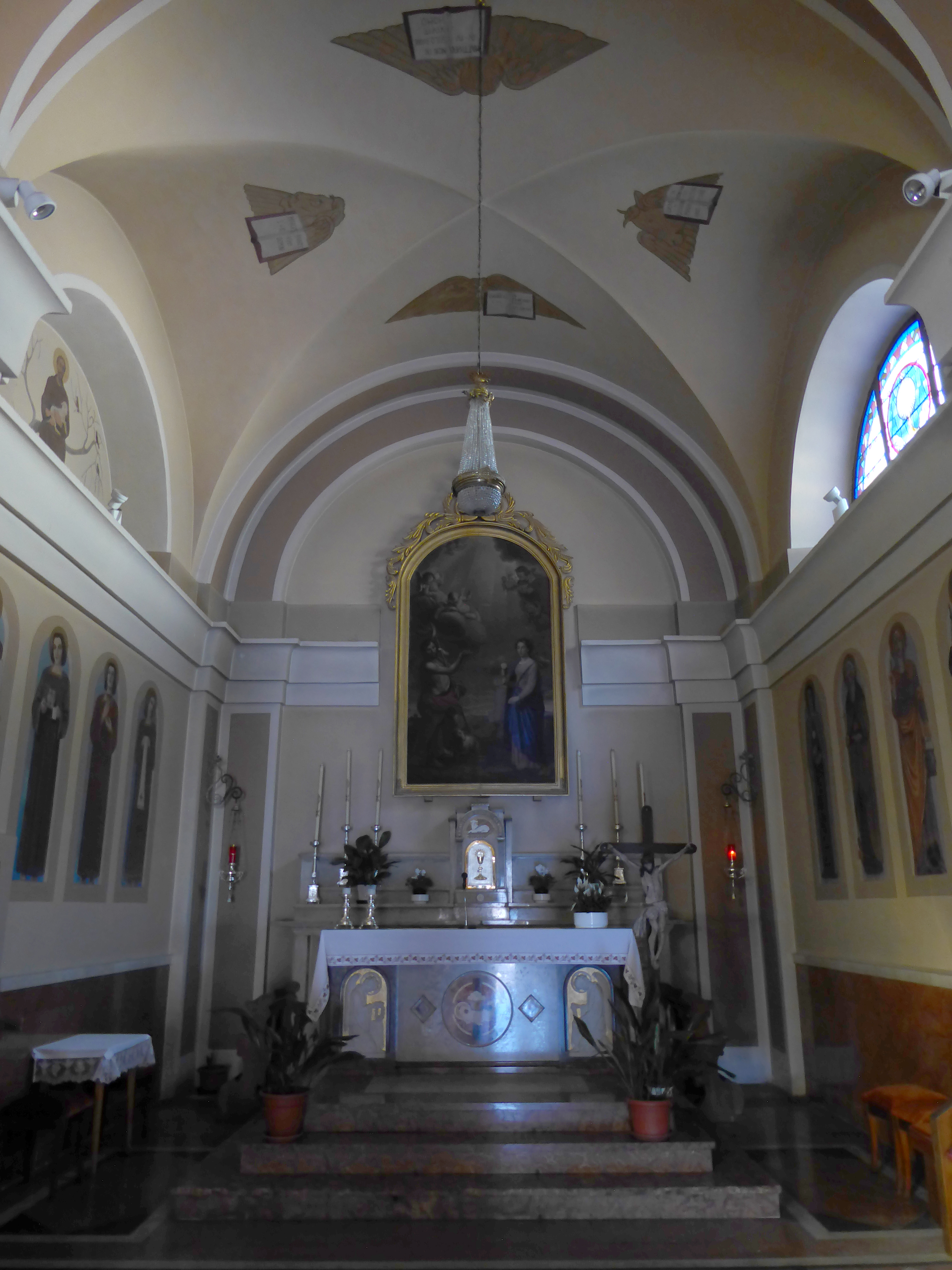
Zona absidale con pala raffigurante i Santi Giovanni Battista e Barbara.

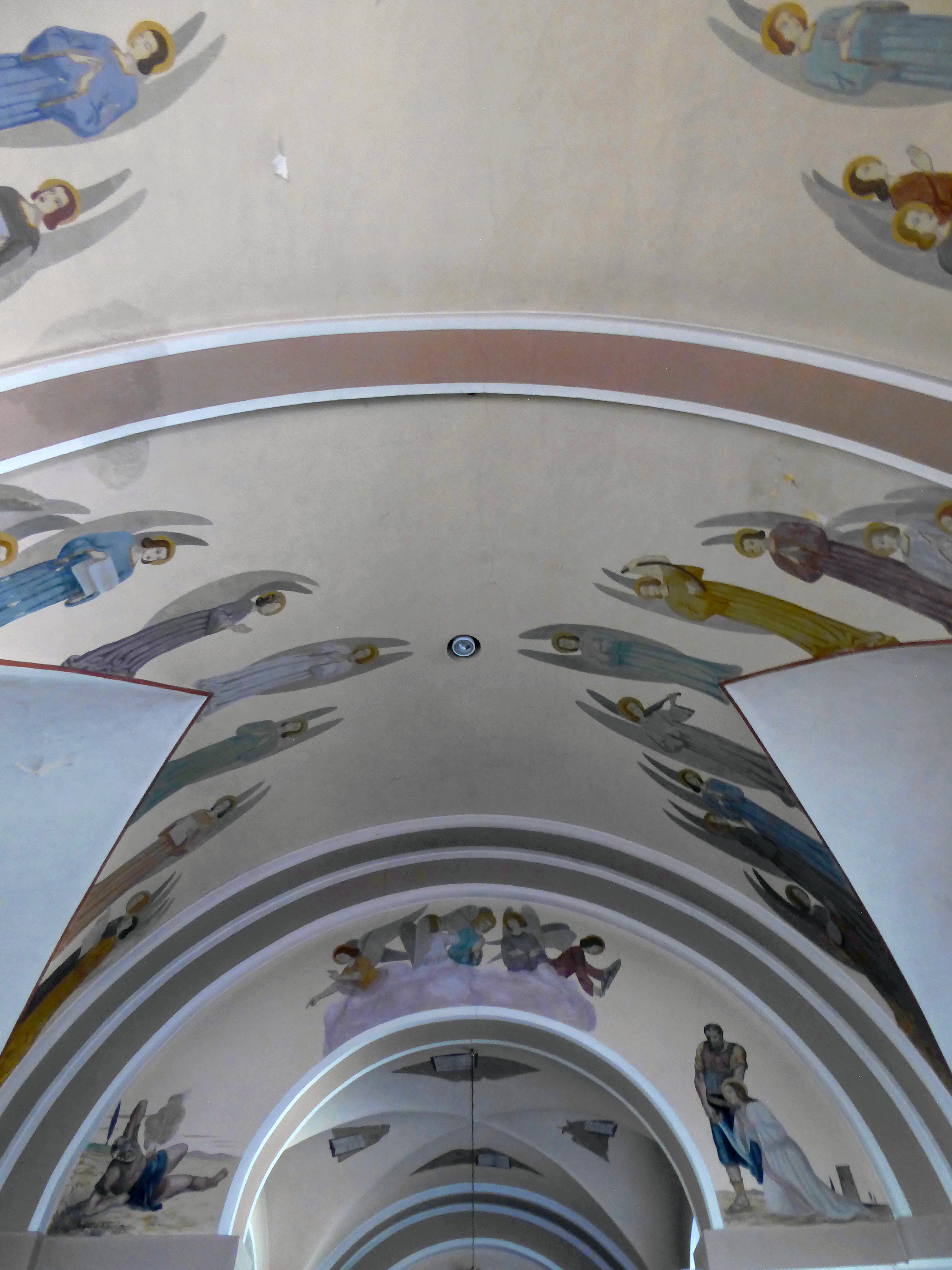
Volte affrescate da Carlo Segatta e Oreste Albertini

Nel 1967 iniziò la realizzazione dell'adeguamento liturgico che fu ultimato solo nel 1985, con caratteristiche di stabilità e modifiche importanti all'intero presbiterio. L'altare maggiore storico, opera di Giuseppe Bonvecchio, fu scomposto e riutilizzato per la mensa postconciliare posta al centro del presbiterio e per la custodia eucaristica, mantenuta nel primitivo tabernacolo ma spostato in fondo alla parete. La balaustra storica lignea, già sostituita poco più di dieci anni prima da quella disegnata da Carlo Segatta, venne reimpiegata per il sostegno della custodia, mentre quella di Segatta fu tolta, ridimensionata e posta come elemento decorativo dei paliotti negli altari sulle pareti laterali. Il nuovo ambone fu ottenuto in pietra e la sede del celebrante venne posta addossata alla parete destra. Il fonte battesimale fu spostato accanto all'altare laterale di sinistra.

## Descrizione

### Esterni
La chiesa si trova al limitare settentrionale dell'abitato di Piscine e mostra orientamento verso nord. La facciata a capanna in stile neoclassico è racchiusa da due lesene che reggono il grande frontone triangolare. Il portale è architravato e protetto da una piccola tettoia con copertura in scandole di legno e sopra, in asse, si trova il grande affresco dei pittori Albertini e Segatta. La torre campanaria si alza in posizione leggermente arretrata sulla sinistra e la cella si apre con quattro finestre a monofora. La copertura è formata dal tamburo a base ottagonale concluso dal cupolino a forma di campana.

### Interni
La navata interna è unica, con volta a botte e divisa in due campate. Il presbiterio è leggermente rialzato. Volte e pareti sono arricchite dalle decorazioni ad affresco di Carlo Segatta e Oreste Albertini.